# Acquese
L'Acquese (Àichèis in piemontese) è una regione geografica del Basso Piemonte, che occupa la porzione sud-occidentale della provincia di Alessandria, andando a confinare con la Liguria (provincia di Savona e provincia di Genova) a sud e la provincia di Asti a sud-ovest. Deve il suo nome alla città di Acqui Terme, il centro attorno al quale gravita la zona. Seppur afferenti alla provincia di Asti dal 1935, vengono compresi nell'Acquese i comuni meridionali di tale provincia, storicamente legati alla diocesi di Acqui Terme, andando quindi a confinare con la provincia di Cuneo.

## Geografia

### Orografia
L'Acquese comprende il versante padano di alcuni valli dell'Appennino Ligure. I fiumi principali sono la Bormida, la Bormida di Millesimo, la Bormida di Spigno. Gli altri torrenti sono l'Erro e l'Orba. L'Orba delimita i confini orientali dell'Acquese.

#### Monti
I monti non raggiungono vette elevate e non vanno oltre gli 800 metri.
| Denominazione    | Altezza (m) |
| ---------------- | ----------- |
| Bric Puschera    | 851 m       |
| Bric dei Gorrei  | 829 m       |
| Bric Berton      | 773 m       |
| Bric degli Olmi  | 667 m       |
| Monte del Ratto  | 685 m       |
| Monte Orsaro     | 574 m       |
| Monte Acuto      | 574 m       |
| Monte Castello   | 528 m       |
| Bric Valla       | 510 m       |
| Bric del Ciuchen | 510 m       |

1. 1 2 3  Considerando l'Acquese astigiano

### Idrografia

#### Fiumi
| Denominazione        | Altitudine della sorgente |
| -------------------- | ------------------------- |
| Bormida              | 800 m                     |
| Bormida di Spigno    | 1.028 m                   |
| Bormida di Millesimo | 820 m                     |
| Orba                 | 1.001 m                   |
| Erro                 | 1.267 m                   |

1. 1 2 3 4  In provincia di Savona

## Storia
L'Acquese fu legato al Marchesato del Monferrato fino al 1708 quando fu annesso al Ducato di Savoia, fu poi del Regno di Sicilia dal 1713 al 1718 e del Regno di Sardegna fino alla parentesi napoleonica. Dopo la caduta di Napoleone ritornò al Regno di Sardegna per poi passare all'Italia unita dal 1861.

## Amministrazioni

### Comuni dell'Acquese propriamente detto
| Stemma | Comune              | Superficie | Popolazione | Nome piemontese     |
| ------ | ------------------- | ---------- | ----------- | ------------------- |
|        | Acqui Terme         | 33,42 km²  | 20.458      | Àich                |
|        | Alice Bel Colle     | 12,09 km²  | 778         | Àles Bel Còl        |
|        | Bistagno            | 17,65 km²  | 1.884       | Bistagn             |
|        | Cartosio            | 16,67 km²  | 806         | Cartòs              |
|        | Cassine             | 33,54 km²  | 3.059       | Cassèini            |
|        | Castelletto d'Erro  | 4,71 km²   | 144         | Castlèt d'Er        |
|        | Castelnuovo Bormida | 13,17 km²  | 684         | Castinouv an Boumia |
|        | Cavatore            | 10,44 km²  | 306         | Cavàu               |
|        | Denice              | 7,45 km²   | 197         | Dens                |
|        | Grognardo           | 9,33 km²   | 315         | Gognèd              |
|        | Malvicino           | 8,64 km²   | 110         | Mavzin              |
|        | Melazzo             | 19,72 km²  | 1.293       | Mlass               |
|        | Merana              | 9,34 km²   | 191         | Meiran-a            |
|        | Montechiaro d'Acqui | 17,51 km²  | 591         | Monciar             |
|        | Morbello            | 23,30 km²  | 442         | Mirbé               |
|        | Orsara Bormida      | 5,14 km²   | 414         | L'Orsera            |
|        | Pareto              | 40,95 km²  | 648         | Parèj               |
|        | Ponti               | 12,40 km²  | 667         | Póit                |
|        | Ponzone             | 69,31 km²  | 1.158       | Punson              |
|        | Prasco              | 6,06 km²   | 534         | Prasch              |
|        | Ricaldone           | 10,60 km²  | 673         | Ricaldòn            |
|        | Rivalta Bormida     | 10,04 km²  | 1.443       | Arvàuta             |
|        | Spigno Monferrato   | 54,86 km²  | 1.172       | Spign               |
|        | Strevi              | 15,21 km²  | 2.016       | Strev               |
|        | Terzo               | 8,77 km²   | 898         | Ters                |
|        | Visone              | 12,56 km²  | 1.212       | Visòn               |
| Totali |                     | 482,88 km² | 42.093      |                     |

### Comuni talvolta considerati parte dell'Acquese
I comuni che talvolta vengono considerati parte dell'Acquese, hanno fatto parte della Provincia di Acqui fino al 1859, poi col decreto Rattazzi sono passati alla provincia di Alessandria e dal 1934 fanno parte della provincia di Asti.
Tuttora esistono legami economici e territoriali (come la diocesi) dipendenti da Acqui Terme.
| Stemma | Comune               | Superficie | Popolazione | Nome piemontese         |
| ------ | -------------------- | ---------- | ----------- | ----------------------- |
|        | Bubbio               | 15,69 km²  | 904         | Bube                    |
|        | Cassinasco           | 11,71 km²  | 657         | Cassinasch              |
|        | Cessole              | 11,11 km²  | 406         | Séssole                 |
|        | Loazzolo             | 15,48 km²  | 360         | Loasseu                 |
|        | Mombaldone           | 12,25 km²  | 235         | Mombaldon               |
|        | Monastero Bormida    | 14,15 km²  | 1.004       | Monasté an Bormia       |
|        | Olmo Gentile         | 5,11 km²   | 93          | Orm                     |
|        | Roccaverano          | 29,90 km²  | 464         | Rocaveran               |
|        | San Giorgio Scarampi | 6,02 km²   | 125         | San Giòrs ëd jë Scaramp |
|        | Serole               | 11,82 km²  | 151         | Seiròle                 |
|        | Sessame              | 8,48 km²   | 290         | Siam                    |
|        | Vesime               | 13,44 km²  | 683         | Vesme                   |